# Kojima Takanori
Kojima Takanori (児島高徳, 1312-1382) est un militaire japonais de l'époque Nanboku-chō. Son existence, ou une partie des éléments rattachés à celle-ci, est parfois remise en cause. Il combattait pour la cour du Sud.